# Norddjurs
Norddjurs es un municipio (kommune) de Dinamarca en la región de Jutlandia Central. Tiene una superficie de 21 km² y ocupa la parte norte de la península de Djursland; de hecho su nombre significa Djursland del norte. Su capital y principal ciudad es Grenaa.
Limita al oeste con Randers, al sur con Syddjurs, y al norte y al este con el Kattegat. La pequeña isla de Anholt, a medio camino entre las costas danesa y sueca, también pertenece al municipio.
Norddjurs fue creado el 1 de enero de 2007 con la fusión de los antiguos municipios de Grenå, Nørre Djurs y Rougsø, así como la parte oriental de Sønderhald.

## Localidades
| Localidades más pobladas de Norddjurs |                 |                  |
| Nº                                    | Localidad       | Población (2012) |
| 1                                     | Grenaa          | 14.206           |
| 2                                     | Auning          | 2.810            |
| 3                                     | Allingåbro      | 1.815            |
| 4                                     | Ørsted          | 1.498            |
| 5                                     | Bønnerup Strand | 838              |
| 6                                     | Trustrup        | 824              |
| 7                                     | Vivild          | 788              |
| 8                                     | Ørum            | 710              |
| 9                                     | Glesborg        | 498              |
| 10                                    | Gjerrild        | 461              |